# Edmund Conen
Edmund Conen (Ürzig, 10 november 1914 – Leverkusen, 5 maart 1990) was een Duitse voetballer en trainer. Hij was in 1934 de eerste speler in de geschiedenis die een hattrick scoorde op een WK.

## Biografie

### Speler
Conen begon zijn carrière bij FV Saarbrücken en promoveerde met deze club in 1935 naar de Gauliga Südwest. In 1934 zou hij naar Werder Bremen gaan, maar dat ging niet door nadat Conen naar de DFB had gelekt dat Bremen zijn spelers betaalde, wat ten tijde van het amateurvoetbal nog verboden was. Door een zware ziekte bleef hij drie jaar aan de kant, maar in 1938 keerde hij terug naar het voetbal bij Stuttgarter Kickers in de Gauliga Württemberg. Met de Kickers speelde hij vier jaar op rij de eindronde om de landstitel. Aan het einde van de oorlog speelde hij voor Mülhausen en Groß Born, waarmee hij de halve finale om de titel bereikte.
Na de oorlog speelde hij nog tot 1950 met de Kickers in de Oberliga Süd. In 1947/48 scoorden de Kickers 113 keer en eindigden zo op de derde plaats. Hij beëindigde zijn carrière bij het Zwitsere Young Fellows Zürich, waar hij spelertrainer werd.

### International
Hij speelde tussen 1934 en 1942 28 keer voor het nationale elftal en kon daarbij 27 keer een doelpunt maken. Hij werd veertien keer geselecteerd toen hij nog voor FV Saarbrücken speelde en evenveel keer in zijn tijd als speler voor Stuttgarter Kickers. Bij het tweede WK in 1934 was hij een van de opvallendste aanvallers. Samen met Ernst Lehner, Karl Hohmann, Otto Siffling en Stanislaus Kobierski was hij meebepalend voor het onverwachte succes van het Duitse elftal. Met een 3-2 overwinning op de buren uit Oostenrijk kon Duitsland de derde plaats bemachtigen. Conen maakte in deze wedstrijd één doelpunt.
In een wedstrijd tegen België in de achtste finale in Florence scoorde hij drie keer in één speelhelft. Een prestatie die in 1970 voor het eerst geëvenaard werd door een andere Duitser, toen Gerd Müller drie keer scoorde tegen Peru op het WK. Conen was op dit toernooi negentien.
Op 21-jarige leeftijd verdween hij een tijd van het toneel omdat hij leed aan het syndroom van Da Costa. Zijn voorlopig laatste wedstrijd speelde hij op 15 september 1935 tegen Polen, waar hij ook kon scoren. De volgende wedstrijd speelde hij op 25 juni 1939 tegen de Denen. Hij droeg zijn steentje bij met opnieuw een doelpunt. Zijn laatste wedstrijd voor het nationale elftal speelde hij in 1942 tegen Hongarije in Boedapest. In de rust stonden de Duitsers met 3-1 achter, maar mede dankzij Conen en Fritz Walter kon de Mannschaft met 5-3 zegevieren.
Overzicht interlands
| №  | Datum      | Tegenstander      | Resultaat | Doelpunten           | Opmerkingen |
| -- | ---------- | ----------------- | --------- | -------------------- | ----------- |
| 01 | 14.01.1934 | Hongarije         | 3:1       | 80.                  |             |
| 02 | 27.05.1934 | België            | 5:2       | 66. 69. 85.          | WK          |
| 03 | 31.05.1934 | Zweden            | 2:1       |                      | WK          |
| 04 | 03.06.1934 | Tsjecho-Slowakije | 1:3       |                      | WK          |
| 05 | 07.06.1934 | Oostenrijk        | 3:2       | 29.                  | WK          |
| 06 | 27.01.1935 | Tsjecho-Slowakije | 4:0       | 29. 42. 50.          |             |
| 07 | 17.02.1935 | Nederland         | 3:2       | 2.                   |             |
| 08 | 17.03.1935 | Frankrijk         | 3:1       |                      |             |
| 09 | 12.05.1935 | Spanje            | 1:2       | 11.                  |             |
| 10 | 26.05.1935 | Tsjecho-Slowakije | 2:1       |                      |             |
| 11 | 27.06.1935 | Noorwegen         | 1:1       |                      |             |
| 12 | 30.06.1935 | Zweden            | 1:3       |                      |             |
| 13 | 18.08.1935 | Finland           | 6:0       | 43. 46. 75.          |             |
| 14 | 15.09.1935 | Polen             | 1:0       | 34.                  |             |
| 15 | 25.06.1939 | Denemarken        | 2:0       | 76.                  |             |
| 16 | 15.10.1939 | Joegoslavië       | 5:1       |                      |             |
| 17 | 22.10.1939 | Bulgarije         | 2:1       | 39.                  |             |
| 18 | 26.11.1939 | Italië            | 5:2       | 70.                  |             |
| 19 | 07.04.1940 | Hongarije         | 2:2       |                      |             |
| 20 | 01.09.1940 | Finland           | 13:0      | 8. 16. 32. 47.       |             |
| 21 | 15.09.1940 | Slowakije         | 1:0       |                      |             |
| 22 | 06.10.1940 | Hongarije         | 2:2       |                      |             |
| 23 | 20.10.1940 | Bulgarije         | 7:3       | 19. (EM) 60. 63. 74. |             |
| 24 | 16.11.1941 | Denemarken        | 1:1       |                      |             |
| 25 | 07.12.1941 | Slowakije         | 4:0       | 27. 62.              |             |
| 26 | 18.01.1942 | Kroatië           | 2:0       |                      |             |
| 27 | 12.04.1942 | Spanje            | 1:1       |                      |             |
| 28 | 03.05.1942 | Hongarije         | 5:3       |                      |             |

### Trainer
Nadat hij twee jaar spelertrainer was bij Young Fellows Zürich trok hij naar Eintracht Braunschweig waar hij vier jaar trainer was en dan overschakelde naar Wuppertaler SV. In 1957 ging hij naar tweedeklasser Bayer Leverkusen. Hierna was hij blij kleinere clubs actief.